# علم العمران
علم العُمران هو العلم الذي يهتم بدراسة العمران والاستيطان البشري.

## عند ابن خلدون
أول من تكلم عنه ابن خلدون في القرن الرابع عشر الميلادى في مقدمته الذائعة الصيت وكان ابن خلدون واعياً بهدفه محيطاً بخطته في تأسيس هذا العلم دون أن يدعي الوصول به إلى منتهاه بل كان يضع حجر الأساس داعياً الخلف لمتابعة البحث في علم العمران.
حيث قال
| علم العمران | «..عزمنا أن نقبض العنان عن القول في هذا الكتاب الأول الذي هو طبيعة العمران وما يعرض فيه... ولعل من يأتي بعدنا ممن يؤيده الله بفكر صحيح وعلم مبين يغوص من مسائله على أكثر ما كتبنا فليس على مستنبط الفن إحصاء مسائله وإنما عليه تعيين موضوع العلم وتنويع فصوله وما يتكلم فيه والمتأخرون يلحقون المسائل من بعده شيئاً فشيئاً إلى أن يكمل» | علم العمران |

وهو للأسف ما لم يتوافر عليه الباحثون من بعده الأمر الذي انعكس في تخلف دراسة الواقع الاجتماعي في العالم الإسلامي وقد ساعد ابن خلدون على وضع أسس هذا العلم جمعه بين الدراسة والبحث والممارسة العملية حتى وصل ابن خلدون إلى مرحلة النضج الفكري في قلعة ابن سلامة ويظهر من النص السابق الإشارة إليه من المقدمة أن ابن خلدون أراد تأسيس علم العمران وهو علم جديد مستقل وإن كانت مناسبة هذا التاسيس نقد علم التأريخ وهو ما يظهر من تقسيم ابن خلدون للمقدمة
1. ففي البداية عالج طبيعة العمران وأنواعه المتعددة بصفة عامة
2. الباب الثاني يتكلم عن العمران البشري كنمط مبكر من أنماطا العمران «وفيه فصول وتمهيدات»
3. الباب الثالث عرض لدورات الحضارات والنظم السياسية «وفيه قواعد ومتممات»
4. الباب الرابع يعرض خصائص العمران الحضري «وفيه سوابق ولواحق» مؤكداً في تناوله لهذه الأبواب على خضوع العمران لسنن حضارية تحكم حركته صعودا وهبوطاً.